# Тхеджо (ван Корьо)
Тхеджо (кор. 태조, 太祖, Taejo, T'aejo; 31 січня 877 — 4 липня 943) — перший правитель єдиної Кореї, засновник династії Ван і держави Корьо, що існувала на території Корейського півострова в період з X по XIV століття. Правив державою з 918 (остаточно встановив владу тільки в 936 році) по 943 рік. Власне ім'я — Ван Гон. Друге ім'я — Якчхон. Посмертний титул — Сінсон теван (кор. 신성 대왕, 神聖 大王, Sinseong-Daewang). Правив під девізом правління Чхонсу.

## Походження
Ван Гон народився 877 року. Походив з родини торговців з Сондо (сучасний Кесон), яка торгувала на річці Єсон. Його батько, Ван Юн, мав великий прибуток від торгівлі в Китаї. Місце проживання його предків було між кордонами стародавньої Корьо, тому можна вважати Ван Гона жителем Корьо за походженням.

## Прихід до влади
Ван Гон розпочав свою кар'єру в період трьох пізніх корейських держав. Пізніше, у роки Сілла, багато місцевих лідерів та бандитів повстали проти королеви Чинсон, яка не мала достатньо умінь і влади для покращення стану життя населення. Кун Йо був серед тих повстанців і згодом став дуже могутнім. Вони здобули перемогу над багатьма іншими групами повстанців, оскільки до складу їхніх сил входили як чиновники, так і злочинці. 895 року Кун Йо привів своє військо до далекої північно-східної частини Сілли, де розташовувалось місто Сонгдо. Батько Ван Гона, Ван Юн, разом із іншими місцевими кланами, швидко підкорилися Кун Йо. Ван Гон, як і його батько, пішов служити до війська Кун Йо, майбутнього лідера провінції Тхебон.
Кун Йо помітив здібності Ван Гона, як військового, пізніше він перевів його до загальних військ, а згодом сприйняв, як рідного брата. 900 року він успішно провів операцію проти місцевих кланів і армії Хупекче в районі Чхунджу. Так він набув ще більшого визнання від короля. 903 року він реалізував відому морську кампанію на південно-східне узбережжя Хупекче, в той час як Кьон Хвон був на війні у Сіллі. Під його проводом було здійснено ще декілька військових операцій, також він допомагав завойованому населенню, яке проживало під владою Сілли. Народ любив його за лідерські здібності та щедрість.
913 року його призначили головним міністром відновленої провінції Тхебон. Її правитель, Кун Йо, завдяки якому було засноване саме королівство, але який примусив людей відноситися до себе, як до Будди, почав переслідувати людей, які не корилися його релігійному баченню. Його незвичні ритуали і суворе правління призвели до ще більшої непокори.

## Прихід на трон і заснування провінції Корьо
918 року найвідоміші полководці королівства Тхебон — Хон Ю, Пе Хьонгьон, Сін Сунгьом і Пок Чігьом — організували таємну зустріч і погодилися повалити Кун Йо з трону правителя й коронувати Ван Гона, проголосивши його новим ваном. Ван Гону спочатку план не сподобався, але потім вони таки отримали на нього згоду. Того ж року Кун Йо був переможений і вбитий біля столиці королівства, Чьорвона. Генерали проголосили Ван Гона новим королем. Він змінив назву королівства на Корьо, давши початок новій династії. Наступного року він повернувся до рідного міста.
Ван поширював Буддизм як національну релігію, й бажав повторно завоювати північні частини Кореї та Маньчжурії, що перебували під контролем Пархе. Остання мала під своєю владою величезні регіони Маньчжурії й частину Сибіру, втім держава припинила своє існування під натиском Киданів 926 року. Більшість аристократів на чолі з останнім коронованим принцом Пархе, Текванхьоном, утекли до Корьо. Ван Гон прийняв нових жителів, оскільки Пархе й Корьо мали спільних предків. Він також налагодив зв'язки з місцевими кланами, замість того, щоб завоювати їх, або взяти під свій контроль.

## Перемога Корьо й об'єднання
927 року бунтівник Кьон Хвон захопив столицю Сілли Кьонджу, вбивши місцевого правителя й поставивши маріонеткового монарха, Кьонсуна. Ван Гон, довідавшись про плани заколотників захопити Корьо, планував атаку кіннотою на Кьон Хвона під час його повернення додому, в Кьонсан, що поблизу Тегу, але зазнав поразки в битві, втративши високопоставлених воєначальників, в тому числі Сін Сунгома, який особисто коронував Ван Гона. 935 року останній ван Сілли, Кьонсун, зрозумівши, що повернути державу йому не вдасться, звернувся по допомогу до Ван Гона. Останній радо прийняв його при дворі, давши титул принца, а також узяв дочку Кьонсуна за дружину. Ті події викликали обурення у Кьон Хвона. того ж року старший син Кьон Хвона, Сінгом, збунтувався проти свого батька й ув'язнив його в буддійському храмі. 936 року Ван Гон почав останню кампанію проти Сінгома. Той намагався чинити опір, але зіткнувся з проблемами та внутрішніми конфліктами, після чого здався Ван Гону. Вперше за тривалий час Корею було об'єднано під владою єдиного правителя — династії Корьо. Держава залишалась єдиною до завершення Другої світової війни. Ван Гон правив до самої своєї смерті від хвороби 943 року.
Ван Гон прагнув залучати до своєї коаліції навіть ворогів. Він надавав титули та землі правителям і дворянам з різних країн, які він завоював.

## Спадщина
Об єднання трьох пізніх королівств було дуже важливою подією в корейській історії. Об'єднання 668 року до н. е. було лише уніфікацією приблизно половини населення Корейського півострову та його околиць (яке вважало себе на той час просто населенням, яке було поділене великими містами). Однак об'єднання, що його здійснив Ван Гон 936 року, було більш повним. Населення Корейського півострову було під загальним правлінням до 1948 року, після чого Корею було розділено на дві частини — Північну й Південну.
Як було зазначено, сучасна назва «Корея» походить від назви «Корьо», яка в свою чергу походить від «Когурьо». Оскільки Ван Гон був першим, хто об'єднав Корейській півострів, багато корейців сьогодні намагаються слідувати його прикладу, щоб застосувати його в сучасній ситуації відносно спроб об'єднання Кореї.

## Культурна спадщина
2000 року вийшла нова 200-серійна драма «Taejo Wang Geon», заснована на реальних подіях з біографії Ван Гона, з Чхве Су Йоном в головній ролі.